# Newcastle Castle (Bridgend)
Newcastle Castle (walisisk: Y Castell Newydd) er ruinen af en borg fra middelalderen der ligger Newcastle Hill, Newcastle, der ligger med udsigt over centrum af Bridgend i Glamorgan, South Wales. Den menes at være blev opført i 1106, hvor en ringvold blev etableret på stedet af den normanniske baron Robert Fitzhamon. En del af det finere murerarbejde er fortsat bevaret, men det er primært en ruin.
Newcastle var en af tre borge der blev bygget i området i 1100-tallet, hvor de to andre er Ogmore Castle og Coity Castle.